# Vioolconcert nr. 1 (Haydn)
Het Vioolconcerto nr. 1 is het eerste vioolconcerto van Joseph Haydn, geschreven tussen 1760 en 1765. Het is speciaal geschreven voor de bekendste violist uit die tijd, Luigi Tomasini, die de concertmeester van het Esterházy-orkest werd.

## Delen
Het werk bestaat uit drie delen, elk in de sonatevorm:
1. Allegro moderato
2. Adagio
3. Presto